# Mimela testacea
Mimela testacea är en skalbaggsart som beskrevs av Lin 1990. Mimela testacea ingår i släktet Mimela och familjen Rutelidae. Inga underarter finns listade i Catalogue of Life.